# Lecontellus sleveni
Lecontellus sleveni is een keversoort uit de familie bastaardsnuitkevers (Nemonychidae). De wetenschappelijke naam van de soort werd in 1930 gepubliceerd door Ludwig Martin.